# Список фентезійних фільмів 1990-х років
Нижче наведений перелік фільмів у жанрі фентезі, що були випущені у 1990-х роках.

## Список

### 1990
| Назва                                   | Режисер                       | Країна              |
| --------------------------------------- | ----------------------------- | ------------------- |
| «Тисяча і одна ніч»                     | Філіпп де Брока               | Франція             |
| «Китайська історія привидів II»         | Чен Сяодун                    | Гонконг             |
| «Дон Хуан, мій любий привид»            | Антоніо Мерсеро               | Іспанія             |
| «Мрії»                                  | Акіра Куросава                | Японія США          |
| «Едвард Руки-ножиці»                    | Тім Бертон                    | США                 |
| «Привид»                                | Джеррі Цукер                  | США                 |
| «Наш тато привид                        | Сідні Пуатьє                  | США                 |
| «Стан серця»                            | Джеймс Д. Парріотт            | США                 |
| «Маленький Німо: Пригоди в країні снів» | Масамі Гата і Вільям Т. Гуртц | Японія США          |
| «Містер Доля»                           | Джеймс Орр                    | США                 |
| «Нова хвиля»                            | Жан-Люк Ґодар                 | Франція Швейцарія   |
| «Принц Лускунчик»                       | Пол Шиблі                     | Канада              |
| «Знайти могутній меч»                   | Джо д'Амато                   | Італія              |
| «Рятувальники. Операція Австралія»      | Гендель Бутой, Майк Ґабріель  | США                 |
| «Сага фенікса»                          | Нґай Кай Лам, Це Ю Лау        | Гонконг             |
| «Черепашки-ніндзя»                      | Стів Беррон                   | США                 |
| «Крила слави»                           | Отакар Вотоцек                | Нідерланди          |
| «Відьми»                                | Ніколас Роґ                   | Велика Британія США |

### 1991
| Назва                                | Режисер                   | Країна                  |
| ------------------------------------ | ------------------------- | ----------------------- |
| «Володар звірів 2: Крізь браму часу» | Сільвіо Табет             | США                     |
| «Красуня і чудовисько»               | Ґері Трусдейл і Кірк Вайз | США                     |
| «Нові пригоди Білла і Теда»          | Пітер Гевітт              | США                     |
| «Проказати смертельне закляття»      | Мартін Кемпбелл           | США                     |
| «Захищаючи своє життя»               | Альберт Брукс             | США                     |
| «Марення»                            | Том Манкієвіч             | США                     |
| «Подвійне життя Вероніки»            | Кшиштоф Кесльовський      | Польща Франція          |
| «Печера золотої троянди»             | Ламберто Брава            | Італія                  |
| «Король-рибалка»                     | Террі Ґілліам             | США                     |
| «Капітан Гак»                        | Стівен Спілберґ           | США                     |
| «Нескінченна історія 2: Нова глава»  | Джордж Т. Міллер          | США Німеччина           |
| «Король — полярний ведмідь»          | Ола Солум                 | Норвегія Німеччина      |
| «Книги Просперо»                     | Пітер Ґріневей            | Велика Британія Франція |
| «Правдиво, шалено, сильно»           | Ентоні Мінгелла           | Велика Британія         |
| «Чарівники демонічного меча»         | Фред Олен Рей             | США                     |

### 1992
| Назва                                    | Режисер                    | Країна                                    |
| ---------------------------------------- | -------------------------- | ----------------------------------------- |
| «Аладдін»                                | Рон Клементс і Джон Маскер | США                                       |
| «Армія темряви»                          | Сем Реймі                  | США                                       |
| «Смерть їй личить»                       | Роберт Земекіс             | США                                       |
| «Доктор Мордрід»                         | Альберт Бенд і Чарльз Бенд | США                                       |
| «Печера золотої троянди 2»               | Ламберто Брава             | Італія                                    |
| «Тропічний ліс: Історія долини папороті» | Білл Кроєр                 | США Австралія                             |
| «Фредді, агент Ж. А. Б. 7.»              | Джон Ацевскі               | США Велика Британія                       |
| «На захід»                               | Майк Ньюелл                | Ірландія                                  |
| «Орландо»                                | Саллі Поттер               | Велика Британія Італія Франція Нідерланди |
| «Порко Россо»                            | Міядзакі Хаяо              | Японія                                    |
| «Прелюдія до поцілунку»                  | Норман Рене                | Ямайка США                                |

### 1993
| Назва                            | Режисер                         | Країна          |
| -------------------------------- | ------------------------------- | --------------- |
| «Біловолоса наречена»            | Філіп Квок і Ронні Ю            | Гонконг         |
| «Біловолоса наречена 2»          | Ронні Ю і Девід Ву              | Гонконг         |
| «Подвійні фіґлі-міґлі»           | Стюарт Марґолін                 | США             |
| «Печера золотої троянди 3»       | Ламберто Брава                  | Італія          |
| «Зелена змія»                    | Цуй Харк                        | Гонконг         |
| «День бабака»                    | Гарольд Реміс                   | США             |
| «Серце та душі»                  | Рон Андервуд                    | США             |
| «Фокус-покус»                    | Кенні Ортеґа                    | США             |
| «Останній кіногерой»             | Джон Мактірнан                  | США             |
| «Легенда про рідкий меч»         | Ван Цзін і Юн Вай Їп            | Гонконг         |
| «Жах перед Різдвом»              | Генрі Селік                     | США             |
| «Сувій нінджі»                   | Йошіакі Каваджірі               | Японія          |
| «Таємний сад»                    | Аґнешка Голланд                 | Велика Британія |
| «Супербрати Маріо»               | Аннабель Джанкель і Рокі Мортон | США             |
| «Юні мутанти черепашки ніндзя 3» | Стюарт Ґіллард                  | США             |
| «Прибульці»                      | Жан-Марі Пуаре                  | Франція         |
| «Джинн без пляшки»               | Майк Марвін                     | США             |
| «Урвався терпець»                | Джон Ґрейсон                    | Канада          |

### 1994
| Назва                                   | Режисер                     | Країна                                  |
| --------------------------------------- | --------------------------- | --------------------------------------- |
| «Принцеса і гоблін»                     | Юзеф Ґемес                  | США                                     |
| «Дюймовочка»                            | Дон Блут і Ґері Ґолдман     | США                                     |
| «Ворон»                                 | Алекс Прояс                 | США                                     |
| «Фауст»                                 | Ян Шванкмаєр                | Чехія Франція Велика Британія Німеччина |
| «Норт»                                  | Роб Райнер                  | США                                     |
| «Помпоко: Війна танукі в період Хейсей» | Ісао Такахата               | Японія                                  |
| «Король Лев»                            | Роджер Аллерс і Роб Мінкофф | США                                     |
| «Маска»                                 | Чак Рассел                  | США                                     |
| «Нескінченна історія 3»                 | Пітер Макдональд            | Велика Британія Німеччина               |
| «Володар сторінок»                      | Джо Джонстон                | США                                     |
| «Санта-Клаус»                           | Джон Пасквін і Білл Елвін   | США                                     |
| «Принцеса-лебідь»                       | Річард Річ                  | США                                     |

### 1995
| Назва                                  | Режисер                                         | Країна                    |
| -------------------------------------- | ----------------------------------------------- | ------------------------- |
| «Бейб»                                 | Кріс Нунан                                      | Австралія                 |
| «Місто загублених дітей»               | Марк Каро і Жан-П'єр Жене                       | Франція Іспанія Німеччина |
| «Каспер»                               | Бред Сілберлінґ                                 | США                       |
| «Не помри, не сказавши куди ти йдеш»   | Еллісео Субіла                                  | Аргентина                 |
| «Індіанець у шафі»                     | Френк Оз                                        | США                       |
| «Джуманджі»                            | Джо Джонстон                                    | США                       |
| «Перший герой при дворі короля Артура» | Майкл Ґоттліб                                   | США                       |
| «Спогади»                              | Кацухіро Отомо, Коджі Морімото і Тенсай Окамура | Японія                    |
| «Могутні морфи: Рейнджери сили»        | Браян Спайсер                                   | США                       |
| «Смертельна битва»                     | Пол Андерсон                                    | США                       |
| «Груба магія»                          | Клер Пепло                                      | Франція Велика Британія   |
| «Убивці: Фільм»                        | Кадзуо Ямадзакі                                 | Японія                    |
| «Спляча красуня»                       | Тоші Хірума                                     | США                       |
| «Історія іграшок»                      | Джон Лассетер                                   | США                       |

### 1996
| Назва                          | Режисер                   | Країна                                |
| ------------------------------ | ------------------------- | ------------------------------------- |
| «101 далматинець»              | Стівен Герек              | США                                   |
| «Пригоди Піноккіо»             | Стів Беррон               | США Велика Британія Франція Німеччина |
| «Чаклунство»                   | Ендрю Флемінґ             | США                                   |
| «Ворон: Місто янголів»         | Тім Поуп                  | США                                   |
| «Серце дракона»                | Роб Коен                  | США                                   |
| «Горбань з Нотр-Даму»          | Ґері Трусдейл і Кірк Вайз | США                                   |
| «Джек»                         | Френсіс Форд Коппола      | США                                   |
| «Джеймс і велетенський персик» | Генрі Селік               | США                                   |
| «Казаам»                       | Пол Майкл Ґлейзер         | США                                   |
| «Матильда»                     | Денні Девіто              | США                                   |
| «Феномен»                      | Джон Тартлоб              | США                                   |
| «Дружина священника»           | Пенні Маршал              | США                                   |
| «Убивці повертаються»          | Куніхіко Юяма             | Японія                                |
| «До кінця часів»               | Маркус Роткранц           | США                                   |

### 1997
| Назва                        | Режисер                    | Країна          |
| ---------------------------- | -------------------------- | --------------- |
| «Злодюжки»                   | Пітер Гевітт               | Велика Британія |
| «Казка: Правдива історія»    | Чарльз Старрідж            | Велика Британія |
| «Флаббер»                    | Лес Мейфілд                | США             |
| «Геркулес»                   | Рон Клементс і Джон Маскер | США             |
| «Життя менш буденне»         | Денні Бойл                 | Велика Британія |
| «Принцеса Мононоке»          | Хаяо Міядзакі              | Японія          |
| «Кулл-завойовник»            | Джон Ніколелла             | США             |
| «Смертельна битва: Знищення» | Джон Леонетті              | США             |
| «Фотографуючи фей»           | Нік Віллінґ                | Велика Британія |
| «Просте бажання»             | Майкл Рітчі                | США             |
| «Убивці: Великі»             | Куніхіко Юяма              | Японія          |
| «Білосніжка: Страшна казка»  | Майкл Кон                  | США             |
| «Спаун»                      | Марк Діппе                 | США             |
| «Сутінки крижаних німф»      | Ґай Маддін                 | Канада          |
| «Воїни чесноти»              | Ронні Ю                    | США             |

### 1998
| Назва                              | Режисер                       | Країна          |
| ---------------------------------- | ----------------------------- | --------------- |
| «Життя комах»                      | Джон Лассетер і Ендрю Стентон | США             |
| «Дуже невдатний лепрекон»          | Браян Келлі                   | Ірландія США    |
| «Після життя»                      | Хірокадзу Корееда             | Японія          |
| «Мураха Антц»                      | Ерік Дарнелл і Тім Джонсон    | США             |
| «Бейб: Поросятко у місті»          | Джордж Міллер                 | США             |
| «Блейд»                            | Стівен Норрінґтон             | США             |
| «Місто янголів»                    | Бред Сілберлінґ               | США             |
| «Джейкоб Ту-Ту та Ікло в плащі»    | Джордж Блумфілд               | Канада          |
| «Кіріку та чаклунка»               | Майкл Оцелот                  | Франція         |
| «Знайомтеся — Джо Блек»            | Мартін Брест                  | США             |
| «Практична магія»                  | Ґріффін Данн                  | США             |
| «Чарівний меч: У пошуках Камелота» | Федерік Ду Чау                | США             |
| «Обережно, двері зачиняються»      | Пітер Говітт                  | США             |
| «Убивці: Красуні»                  | Хіроші Ватанабе               | Японія          |
| «Солдатики»                        | Джо Данте                     | США             |
| «Вершники шторму»                  | Ендрю Лау                     | Гонконг         |
| «Куди приводять мрії»              | Вінсент Ворд                  | США             |
| «Вовки Кромера»                    | Вілл Ґулд                     | Велика Британія |

### 1999
| Назва                    | Режисер                              | Країна     |
| ------------------------ | ------------------------------------ | ---------- |
| «Тринадцятий воїн»       | Джон Мактірнан                       | Канада США |
| «Бути Джоном Малковичем» | Спайк Джонз                          | США        |
| «Догма»                  | Кевін Сміт                           | США        |
| «Фантазія-2000»          | Джеймс Алґар, Дон Ґан та інші        | США        |
| «Зелена миля»            | Френк Дарабонт                       | США        |
| «Мумія»                  | Стівен Соммерс                       | США        |
| «Таємні люди»            | Кінка Ушер                           | США        |
| «Тарзан»                 | Кріс Бак                             | США        |
| «Історія іграшок 2»      | Кевін Ліма                           | США        |
| «Тувалу»                 | Джон Лассетер, Лі Анкрич, Еш Браннон | Німеччина  |